# Lijst van nationale parken in de Verenigde Staten

Logo van de National Park Service

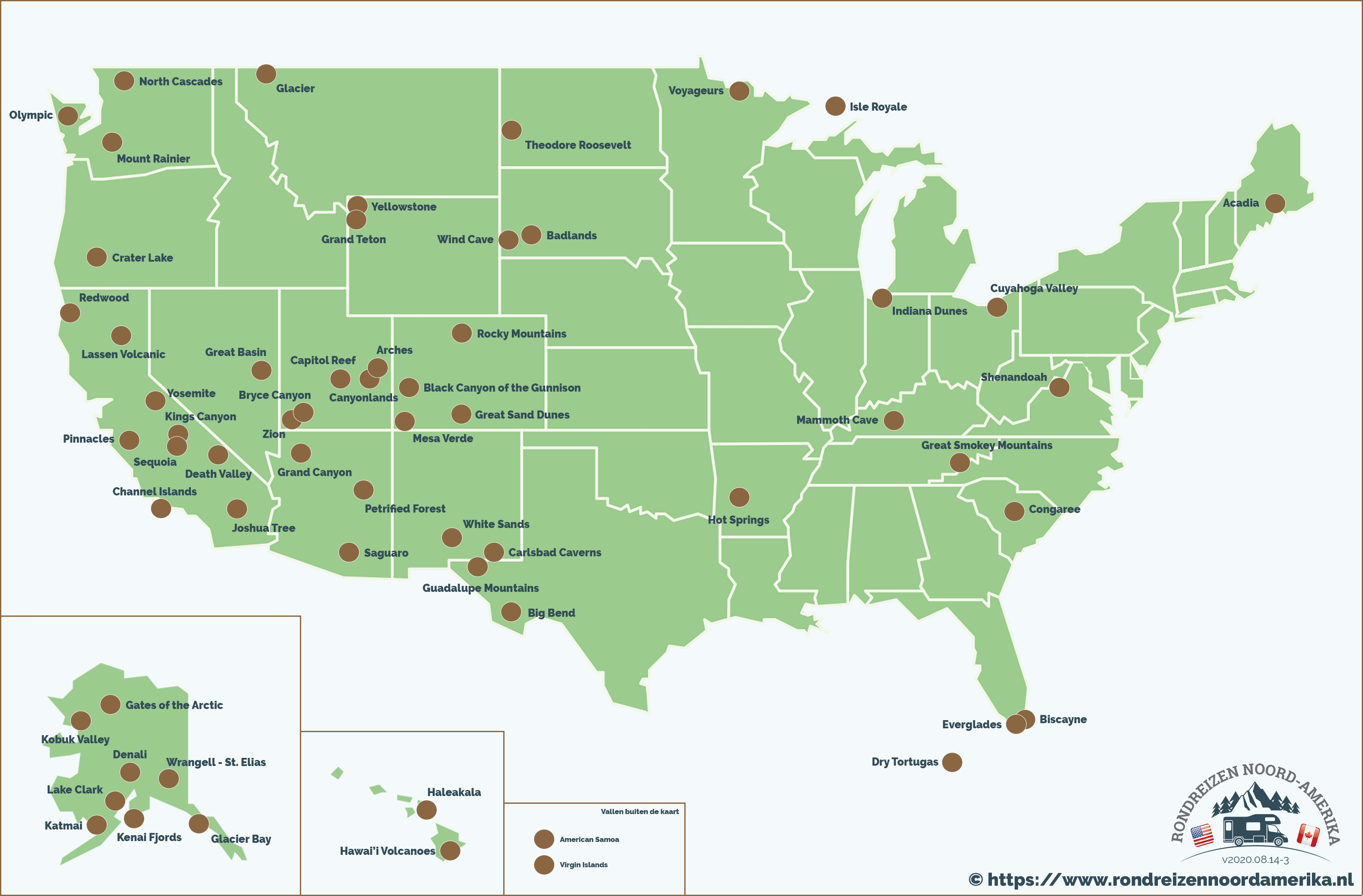
Nationale Parken Amerika

De nationale parken in de Verenigde Staten vallen onder de National Park Service (NPS), die naast nationale parken ook andere objecten van uiteenlopende aard beheert, zoals rivieren, langeafstandspaden, historisch belangrijke plaatsen en nationale monumenten.
Niet alle staten bezitten een nationaal park, maar Alaska en Californië hebben er elk acht. De twee overzeese gebieden die een nationaal park hebben, zijn eveneens opgenomen in deze lijst.
Nationale parken variëren erg in oppervlakte maar de grootste vindt men doorgaans in het westen van de VS en Alaska, waar de overheid grote stukken ongerept land bezit. Er worden nog steeds nieuwe nationale parken opgericht, zoals het eerste (en vooralsnog enige) nationale park in South Carolina (2003), het Pinnacles National Park (2013) en het Indiana Dunes National Park (2019).
Nationale parken komen tot stand na een besluit van het Amerikaans Congres. Naast de parken bestaan er ook nationale monumenten in het land. Deze gebieden worden beschermd na een besluit van de president op basis van de Wet Oudheden (Antiquities Act). Republikeinse en democratische presidenten hebben van deze wet gebruik gemaakt om gebieden te beschermen. Effectief zit er weinig verschil in de mate van bescherming van het gebied als nationaal park of nationaal monument.
| Staat                     | Nationaal park               | Stichtingsjaar | Oppervlakte (km²) | Opmerkingen             |
| ------------------------- | ---------------------------- | -------------- | ----------------- | ----------------------- |
| Alaska                    | Denali                       | 1917           | 24585             |                         |
| Alaska                    | Gates Of The Arctic          | 1980           | 39460             |                         |
| Alaska                    | Glacier Bay                  | 1980           | 13287             | werelderfgoed           |
| Alaska                    | Katmai                       | 1980           | 13696             |                         |
| Alaska                    | Kenai Fjords                 | 1980           | 2833              |                         |
| Alaska                    | Kobuk Valley                 | 1980           | 6757              |                         |
| Alaska                    | Lake Clark                   | 1980           | 16308             |                         |
| Alaska                    | Wrangell–St. Elias           | 1980           | 53321             | werelderfgoed           |
| Samoa                     | American Samoa               | 1988           | 36                |                         |
| Arizona                   | Grand Canyon                 | 1919           | 4927              | werelderfgoed           |
| Arizona                   | Petrified Forest             | 1962           | 885               |                         |
| Arizona                   | Saguaro                      | 1994           | 370               |                         |
| Arkansas                  | Hot Springs                  | 1921           | 22                |                         |
| Californië                | Channel Islands              | 1980           | 1010              |                         |
| Californië                | Death Valley                 | 1994           | 13518             |                         |
| Californië                | Joshua Tree                  | 1994           | 3196              |                         |
| Californië                | Kings Canyon                 | 1940           | 1869              |                         |
| Californië                | Lassen Volcanic              | 1916           | 429               |                         |
| Californië                | Pinnacles                    | 2013           | 108               |                         |
| Californië                | Redwood                      | 1968           | 455               | werelderfgoed           |
| Californië                | Sequoia                      | 1890           | 1635              |                         |
| Californië                | Yosemite                     | 1890           | 3081              | werelderfgoed           |
| Colorado                  | Black Canyon of the Gunnison | 1999           | 133               |                         |
| Colorado                  | Great Sand Dunes             | 2004           | 343               |                         |
| Colorado                  | Mesa Verde                   | 1906           | 211               | werelderfgoed (cultuur) |
| Colorado                  | Rocky Mountain               | 1915           | 1078              |                         |
| Florida                   | Biscayne                     | 1980           | 700               |                         |
| Florida                   | Dry Tortugas                 | 1992           | 262               |                         |
| Florida                   | Everglades                   | 1947           | 6105              | werelderfgoed           |
| Hawaï                     | Haleakala                    | 1916           | 118               |                         |
| Hawaï                     | Hawaii Volcanoes             | 1916           | 1309              | werelderfgoed           |
| Indiana                   | Indiana Dunes                | 2019           | 60,97             |                         |
| Kentucky                  | Mammoth Cave                 | 1941           | 214               | werelderfgoed           |
| Maine                     | Acadia                       | 1919           | 123               |                         |
| Michigan                  | Isle Royale                  | 1940           | 2314              |                         |
| Minnesota                 | Voyageurs                    | 1975           | 882               |                         |
| Montana                   | Glacier                      | 1910           | 4101              | werelderfgoed           |
| Nevada                    | Great Basin                  | 1986           | 312               |                         |
| New Mexico                | Carlsbad Caverns             | 1930           | 189               | werelderfgoed           |
| New Mexico                | White Sands National Park    | 2019           | 581               |                         |
| North Carolina, Tennessee | Great Smoky Mountains        | 1934           | 2108              | werelderfgoed           |
| North Dakota              | Theodore Roosevelt           | 1978           | 285               |                         |
| Ohio                      | Cuyahoga Valley              | 2000           | 134               |                         |
| Oregon                    | Crater Lake                  | 1902           | 741               |                         |
| South Carolina            | Congaree                     | 2003           | 88                |                         |
| South Dakota              | Badlands                     | 1978           | 982               |                         |
| South Dakota              | Wind Cave                    | 1903           | 114               |                         |
| Texas                     | Big Bend                     | 1944           | 3242              |                         |
| Texas                     | Guadalupe Mountains          | 1966           | 350               |                         |
| Virgin Islands            | Virgin Islands               | 1956           | 59                |                         |
| Utah                      | Arches                       | 1971           | 309               |                         |
| Utah                      | Bryce Canyon                 | 1928           | 145               |                         |
| Utah                      | Capitol Reef                 | 1971           | 979               |                         |
| Utah                      | Canyonlands                  | 1964           | 1366              |                         |
| Utah                      | Zion                         | 1919           | 593               |                         |
| Virginia                  | Shenandoah                   | 1935           | 805               |                         |
| Washington                | Mount Rainier                | 1899           | 954               |                         |
| Washington                | North Cascades               | 1968           | 2045              |                         |
| Washington                | Olympic                      | 1938           | 3734              | werelderfgoed           |
| West Virginia             | New River Gorge              | 2020           | 294,64            |                         |
| Wyoming                   | Grand Teton                  | 1929           | 1255              |                         |
| Wyoming, Montana, Idaho   | Yellowstone                  | 1872           | 8980              | werelderfgoed           |

## Van bestemming gewijzigde nationale parken
| Naam                          | Stichting | Wijziging | Resultaat                                                                |
| ----------------------------- | --------- | --------- | ------------------------------------------------------------------------ |
| Abraham Lincoln National Park | 1916      | 1939      | Gewijzigd in Abraham Lincoln Birthplace National Historic Site           |
| Fort McHenry National Park    | 1925      | 1939      | Gewijzigd in Fort McHenry National Monument and Historic Shrine          |
| Hawaii National Park          | 1916      | 1961      | Opgesplitst in Hawaii Volcanoes National Park en Haleakala National Park |
| Mackinac National Park        | 1875      | 1895      | Nu Staatspark Mackinac Island                                            |
| Platt National Park           | 1906      | 1976      | Nu Chickasaw National Recreation Area                                    |
| Sullys Hill National Park     | 1904      | 1931      | Nu Sullys Hill National Game Preserve (U.S. Fish and Wildlife Service)   |